# Sant Cristòfol de la Rabassa
Sant Cristòfol de la Rabassa és una església del poble de la Rabassa, al municipi de Sant Guim de Freixenet (Segarra) inclosa a l'Inventari del Patrimoni Arquitectònic de Catalunya.

## Descripció
És una església situada a l'entrada del poble, aïllada de qualsevol edificació i fora del clos primitiu. Es tracta d'un edifici d'una sola nau, de planta rectangular, capçalera plana, dues capelles bastides al mur de tramuntana i coberta exterior a doble vessant. L'interior de l'església presenta una coberta amb volta de canó i, per ambdues capelles, voltes estrellades amb claus de voltes motllurades amb motius vegetals. Al mur de llevant de l'edifici s'obre la porta d'accés, d'estructura allindada, amb un treball motllurat d'estil renaixentista sobre el qual es disposa, un fris format per mètopes i tríglifs i un frontó triangular rematat per tres pinacles.
També s'adossa a cada un dels brancals d'aquesta porta, una pilastra motllurada. Per sobre d'aquesta estructura hi ha un petit òcul i corona la façana principal un campanar d'espadanya de dos ulls, al mig dels quals hi ha una finestra d'arc de mig punt. El campanar d'espadanya està rematat per una cornisa que ressegueix el seu perímetre. L'obra presenta un parament paredat així com carreus pedra del país a l'estructura decorativa de la porta d'accés a l'edifici.

### Sepulcre
Realitzat en pedra i situat en una capella lateral, encastat a un dels murs. La caixa es troba assentada sobre dues mènsules amb caps d'animals esculpits. Presenta a la seva part frontal dos escuts amb una inscripció il·legible. La tapa és totalment esculpida: un cos jacent, hieràtic, molt primitiu. No se sap qui fou enterrat dins aquest sepulcre.

### Piques beneitera i baptismal
Situada a l'entrada, a mà dreta. Realitzada amb pedra de marès, es troba en bon estat de conservació, encara que sembla mancar-li el peu. Actualment és encastada a un dels murs. L'interior i la part inferior són lobulades i a més hi ha una sèrie de sanefes geomètriques alternades amb cordons llisos.
La pica baptismal, de grans proporcions, té l'interior llis i l'exterior gravat en lòbuls i sanefes. El peu és llis i sembla no pertànyer originalment a aquest element.

## Història
La primitiva església del poble es construí al segle x, moment de formació i desenvolupament de l'antic nucli medieval. En un primer moment fou l'església parroquial, tal com s'indica a documents del bisbat de Vic als segles xi i xii, bisbat al qual està vinculada fins al 1957, moment en què passa a formar part del de Solsona. Amb el temps perdé aquesta categoria i passà a ser sufragània de Santa Maria de Freixenet, tal com s'indica a la documentació de la visita pastoral d'Antoni Pasqual el 1685.